# Tâmpa
De Tâmpa (Duits: Zinne of Kappelenberg, Hongaars: Czenk) is een berg die deel uitmaakt van het Postăvaru-massief, gelegen in het zuiden van de Oostelijke Karpaten (nog preciezer de Bochtkarpaten) in centraal Roemenië. De berg is bijna geheel omringd door de stad Brașov en heeft een hoogte van 960 meter (995 meter volgens sommige bronnen). De top van de berg reikt ongeveer 400 meter boven de stad uit.
De berg bestaat vooral uit kalksteenformaties.

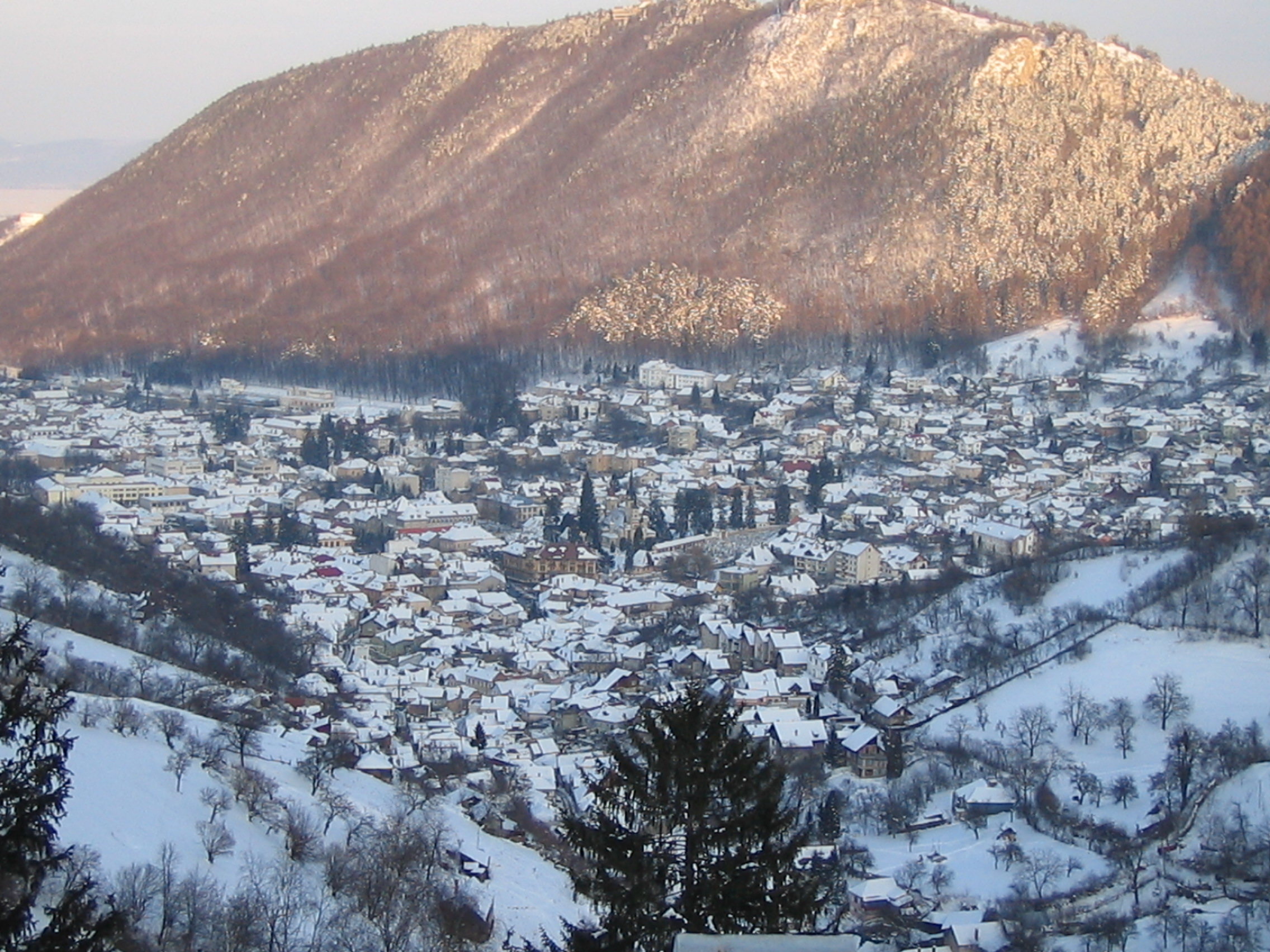
Braşov en de Tâmpa in de winter